# Friedrich Hassel (Schauspieler)
Friedrich Hassel, eigentlich Friedrich Laube, (23. April 1815 in Spangenberg oder Kassel – 29. September 1884 in Prag) war ein deutscher Kinderdarsteller, Theaterschauspieler, Opernsänger (Tenor) und Opernregisseur.

## Leben
Hassels Stiefvater, der am kurfürstlichen Hoftheater in Kassel engagiert war, billigte es, als er sich schon im jugendlichen Alter für die Bühne interessierte. Im Alter von neun Jahren betrat er zum ersten Mal als „Chorknabe“ die Bühne und ein Jahr später sang er bereits den „ersten Knaben“ in der Zauberflöte.
Seine Ausbildung erhielt er in der Theaterschule des Hoftheaters und machte solche Fortschritte, dass er 1830 bereits ein Engagement in Heiligenstadt bei Göttingen annehmen konnte. Noch im selben Jahre wurde er nach Bremen verpflichtet. Dort entdeckte er auch seine Stimme, nahm Unterricht bei Ferdinand Pillwitz und holte sich in nicht allzu langer Zeit als „Telasco“ in Gaspare Spontinis Cortez, ja sogar als „Don Juan“ stürmischen Beifall. Neben seiner Sängerkarriere vernachlässigte er doch das Schauspiel nicht und erfreute sich besonders im Genre jugendlicher, humoristischer Rollen großer Beliebtheit.
Sein nächstes Engagement führte ihn nach Rostock, dann kam er als Opernregisseur, sowie Vertreter der humoristischen Rollen in Schauspiel und Oper nach Königsberg. Dort wirkte er bis 1857. In Rostock wurde er Mitglied der Freimaurerloge Zu den drei Sternen. 1857 war er gleichzeitig Schauspieler in Breslau und Bremen, bevor er 1858 nach Prag ging. Dort verblieb er bis an sein Lebensende. Seinen letzten Auftritt hatte er am 29. April 1882.
Seine Frau war Theodora Hassel. Deren Tochter, die Sängerin Katharina Hassel (1837–1905) war mit dem Schauspieler Conrad Hallenstein verheiratet.